# Лопшиц, Абрам Миронович
Абра́м Миро́нович Ло́пшиц (15 [27] мая 1897, Одесса, Херсонская губерния — 22 мая 1984, Москва) — советский математик, редактор и переводчик научной литературы.

## Биография
Родился 15 мая (по старому стилю) 1897 года в Одессе, был одним из восьмерых детей в семье суховольского мещанина Сокольского уезда Гродненской губернии, учителя чистописания Меера (Мирона) Ароновича Лопшица (1855/1860—1919), который работал в еврейском сиротском доме и Одесском еврейском общественном народном 2-х классном с ремесленным отделением училище, преобразованном впоследствии в Еврейскую общественную школу; мать — Мирл Раймистр (1863—1931). Ещё будучи школьником, а затем студентом Новороссийского университета, Абрам Лопшиц стал учеником известных математиков С. О. Шатуновского и В. Ф. Кагана.
В начале 1920-х годов А. М. Лопшиц переехал в Москву, где продолжает свое образование на физико-математическом факультете МГУ. Затем следует обучение в аспирантуре при НИИ математики и механики МГУ (окончил в 1928 году)
Он старейший участник семинара по векторному и тензорному анализу МГУ, организованного в 1929 году Вениамином Фёдоровичем Каганом. В этом семинаре Лопшиц прочитал свыше пятидесяти научных докладов. В 1935 году начинают выходить «Труды семинара по векторному и тензорному анализу». А. М. Лопшиц становится одним из самых активных авторов сборника.
Ещё студентом он преподавал на рабфаке Московского университета, а затем в МВТУ и МЭИ, а с 1931 по 1938 года заведовал кафедрой математики инженерно-технической академии связи. Далее преподавательская деятельность А. М. Лопшица связана с педагогическими институтами, сначала с московскими педагогическими имени К. Либкнехта и имени В. И. Ленина, а затем судьба надолго связала Абрама Мироновича с Ярославским педагогическим институтом имени К. Д. Ушинского (ныне педагогическим университетом). Переезд из Москвы в Ярославль был связан с «неблагонадёжностью» Лопшоца.
В 1949 году А. М. Лопшиц стал профессором кафедры геометрии ЯГПИ и ушёл с этого поста лишь в 1977 году в возрасте восьмидесяти лет. За эти годы учёным опубликовано около сорока научных работ; подготовлено более двадцати аспирантов.
Большое внимание А. И. Лопшиц уделял вопросам совершенствования математического образования и методики преподавания. Он отбирал для перевода и редактировал необходимые для отечественной науки зарубежные книги, например, «Риманова геометрия» Л. П. Эйзенхарта, «Практические методы прикладного анализа» К. Лонцоша, «Векторное исчисление» М. Лагалли, участвует в создании и редактировании сборника «Математическое просвещение».
Заметным явлением в вопросах методики преподавания математики явился учебник по аналитической геометрии, опубликованный Абрамом Мироновичем в 1948 году. В этой книге впервые в учебной литературе последовательно использовался «прямой метод», чётко разграничены факты, относящиеся к аффинной геометрии, и геометрические факты, имеющие метрический характер.
А. М. Лопшиц интересовался состоянием математического образования школьников. Работа в юношеской математической школе, статьи для детской энциклопедии и для журнала «Квант», брошюра «Вычисление площадей ориентированных фигур» в серии «Популярные лекции по математике» — таковы некоторые штрихи его деятельности в этом направлении.
В 1968 году подписал «письмо 99» на имя министра здравоохранения СССР и генерального прокурора СССР в защиту насильственно помещённого в московскую психиатрическую больницу № 5 математика А. С. Есенина-Вольпина.
Скончался 22 мая 1984 года в Москве.

## Семья
Жена — Мария Григорьевна Шестопал, математик, переводчик научной литературы, доцент кафедры математики Военной академии химзащиты; дочь Галина (Хиля, 1925—?, была замужем за математиком Юрием Геронимусом, 1923—2013). Внук — протоиерей Александр Геронимус.
В конце 1940-х — начале 1950-х годов в семье Лопшиц жила дочь репрессированного А. И. Гайстера Наташа.